# 天津市人民政府口岸服务办公室
天津市人民政府口岸服务办公室，曾是中华人民共和国天津市人民政府主管全市口岸综合协调服务的直属机构，现为天津市商务局的加挂牌子。

## 机构设置
- 综合处
- 口岸管理处
- 区域协调处
- 海港处
- 空港处
- 科技信息处[3]